# Distretto di Yingzhou
Il distretto di Yingzhou (颍州区S, Yǐngzhōu QūP) è un distretto della Cina, situato nella provincia dell'Anhui.